# العلاقات الأفغانية التشادية
العلاقات الأفغانية التشادية هي العلاقات الثنائية التي تجمع بين أفغانستان وتشاد.

## مقارنة بين البلدين
هذه مقارنة عامة ومرجعية للدولتين:
| وجه المقارنة                                              | أفغانستان                    | تشاد                      |
| --------------------------------------------------------- | ---------------------------- | ------------------------- |
| المساحة (كم2)                                             | 652.23 ألف                   | 1.28 مليون                |
| عدد السكان (نسمة)                                         | 34.94 مليون                  | 15.23 مليون               |
| الكثافة السكانية (ن./كم²)                                 | 53.57                        | 11.9                      |
| العاصمة                                                   | كابل                         | انجمينا                   |
| اللغة الرسمية                                             | اللغة البشتوية، اللغة الدرية | لغة فرنسية، اللغة العربية |
| العملة                                                    | أفغاني                       | فرنك وسط أفريقي           |
| الناتج المحلي الإجمالي (بليون دولار)                      | 20.82 مليار                  | 9.98 مليار                |
| الناتج المحلي الإجمالي (تعادل القوة الشرائية) بليون دولار | 62.62 مليار                  | 30.54 مليار               |
| الناتج المحلي الإجمالي الاسمي للفرد دولار أمريكي          | 594                          | 775                       |
| الناتج المحلي الإجمالي للفرد دولار أمريكي                 | 1.93 ألف                     | 2.18 ألف                  |
| مؤشر التنمية البشرية                                      | 0.479                        | 0.392                     |
| رمز المكالمات الدولي                                      | +93                          | +235                      |
| رمز الإنترنت                                              | .af                          | .td                       |
| المنطقة الزمنية                                           | ت ع م+04:30                  | ت ع م+01:00               |

## منظمات دولية مشتركة
يشترك البلدان في عضوية مجموعة من المنظمات الدولية، منها:
| علم المنظمة | اسم المنظمة                               | تاريخ انضمام أفغانستان | تاريخ انضمام تشاد |
| ----------- | ----------------------------------------- | ---------------------- | ----------------- |
|             | وكالة ضمان الاستثمار متعدد الأطراف        | 16 يونيو 2003          | 11 يونيو 2002     |
|             | منظمة التعاون الإسلامي                    | ?                      | ?                 |
|             | منظمة الشرطة الجنائية الدولية             | ?                      | ?                 |
|             | منظمة حظر الأسلحة الكيميائية              | ?                      | ?                 |
|             | الأمم المتحدة                             | 19 نوفمبر 1946         | 20 سبتمبر 1960    |
|             | مؤسسة التمويل الدولية                     | 23 سبتمبر 1957         | 2 أبريل 1998      |
|             | يونسكو                                    | 4 مايو 1948            | 19 ديسمبر 1960    |
|             | مؤسسة التنمية الدولية                     | 2 فبراير 1961          | 7 نوفمبر 1963     |
|             | البنك الدولي للإنشاء والتعمير             | 14 يوليو 1995          | 10 يوليو 1963     |
|             | المركز الدولي لتسوية المنازعات الاستشارية | 25 يوليو 1968          | 14 أكتوبر 1966    |
|             | الاتحاد البريدي العالمي                   | ?                      | ?                 |
|             | الاتحاد الدولي للاتصالات                  | 12 أبريل 1928          | 25 نوفمبر 1960    |

## وصلات خارجية
- موقع وزارة الخارجية الأفغانية